# 大卫·巴杰
大卫·J·巴杰（英語：David Barger，1958年—）是捷蓝航空的联合创始人之一。曾任该航空公司的首席执行官，直到2015年2月下台。巴格尔目前是康纳资本SB公司的运营合伙人。

## 职业生涯
巴杰对航空公司的兴趣源自他的父亲，其父曾在联合航空担任飞行员，有37年的飞行经验。从1982年到1988年，巴杰曾在在纽约航空担任部长等职务。1992年，他加入美国大陆航空，并担任各种管理职务，包括大陆航空在纽瓦克自由国际机场枢纽的副总裁。
巴杰是1998年捷蓝航空的首批员工之一，并担任首席运营官直至2007年3月。2007年2月，因暴风雪影响，捷蓝航空被迫取消近1700班航班，捷蓝航空董事会决定将巴杰取代公司创始人兼首席执行官大卫·尼勒曼。而在尼勒曼忙于公开道歉的同时巴格却在董事会内使用政治手段。巴杰的上台使公司裡员工士气低落。2007年5月10日，他成为捷蓝航空的新任首席执行官。该公司的创始人和最大的个人投资者尼勒曼由于这一变化而成为非执行主席。2009年6月1日，巴杰成为捷蓝航空的总裁。
2014年9月18日，巴杰宣布从公司辞职，并在2015年2月16日生效，此前有几份报告称投资者和董事会对公司股价和巴杰的表现感到不满。 他在董事会和首席执行官的位置被罗宾·海斯取代。在宣布解除巴格的职务后，股价迅速上涨。
巴杰自2014年2月起担任AIM航空有限公司的非执行董事。他于2015年4月起担任gategroup Holding AG的董事，并在The Partnership for New York City, Inc担任董事。他还在国际航空运输协会（IATA）担任理事会成员。他于2017年5月加入凯撒基金会医院和凯撒基金会健康计划公司的董事会，担任管理、问责和提名委员会以及财务委员会的成员。